# Скакаличко језеро
Скакаличко језеро (или Црни ђол) је глацијално језеро на Шар-планини на Косову и Метохији. Смештено је на надморској висини од 2.340 метара, крај врха Скакала. Удаљено је око 20 километара јужно од Призрена. Дужина језера је 90 метара, широко је 70, а дубоко око пола метра. Бистро је и провидно до дна.
Језеро храни подземним путем Скакаличку реку, леву притоку Пене, а воду добије од снежаника и од падавина.